# Martin Bodinger
Martin Bodinger (n. 9 iunie 1929, Iași, România – d. 4 februarie 2012, Iași, România) a fost un filosof, bibliolog, istoric al religiilor român de etnie evreiască.

## Biografie
Absolvent al Facultății de Filosofie la Universitatea de Stat din Leningrad (Sankt-Petersburg) (1955). Redactor la ziarul „Flacăra Iașului” (1949-1955), lector la Universitatea „Al. I. Cuza” din Iași (1955-1957), bibliograf principal la Biblioteca Municipală Iași (1968-1970), bibliotecar principal la B.C.U. „Mihai Eminescu” din Iași (1970-1980), bibliotecar la Universitatea „Ben Gurion” din Beer-Sheva, Israel.

## Opera
Alcătuiește și publică mai multe lucrări bibliografice de valoare (indici și ghiduri): Revista Ideii (1900-1916), Gândul nostru, revistă de literatură și artă (1921-1928), Gândul vremii, revistă de ideologie (1933-1939), Ethos, revistă de teorie a culturii (1944-1947) și Estetica, istoria filosofiei universale, istoria gândirii sociale și filosofice din România etc. Lucrarea sa de referință este Catalogul cărții rare și prețioase din B.C.U. „Mihai Eminescu” Iași (4 vol., 1974-1981). A publicat articole de istoria religiilor în reviste prestigioase ca: REVUE de l`Histoire des Religions (Paris), HENOCH (Torino), ARCHAEUS (București), TOLADOT (Ierusalim).